# Liste der Orte im Pilion
Dies ist eine Liste der im griechischen Pilion gelegenen Orte:
- Volos, Hauptstadt des Regionalbezirks Magnisia

Die weiteren Orte in alphabetischer Reihenfolge:
| - Afetes - Afissos - Agria (u. a. Geburtsort des Komponisten Vangelis (1492: Conquest of Paradise)) - Drakia - Anilio - Plaka - Argalasti - Lefokastro - Potistika - Xynovrissi - Melani - Artemida - Agios Lavrentios - Agios Vlassios - Ano und Kato Lechonia - Platanidia - Horto - Kala Nera - Kato und Ano Gazea - Lafkos - Makrinitsa - Makrirahi - Agioi Saranta - Milies - Pinakates - Vizitsa | - Milina - Mouresi - Papa Nero - Damouchari - Aulaki - Agios Ioannis - Kissos (Wirkstätte des griechischen Freiheitskämpfers Rigas Velestinlis als Lehrer) - Agios Dimitrios - Tsangarada - Milopotamos - Fakistra - Neochori - Platania - Kato Giorgis - Portaria - Trikeri - Agia Kiriaki - Paleo Trikeri (Insel) - Veneto - Xourichti - Zagora - Pouri - Chorefto |